# Druhé nádvoří Pražského hradu
Druhé nádvoří Pražského hradu je jedno ze čtyř nádvoří na Pražském hradě. Spojují se zde hlavní přístupové cesty od severu z Prašného mostu a od západu z I. nádvoří (Matyášovou bránou) a prochází se odtud na východ ke katedrále a dalším centrálním částem hradu na III. nádvoří. Druhá, vedlejší západní cesta z Hradčanského náměstí vede přes IV. nádvoří. Dojem z uniformních fasád z 18. století ozvláštňují do prostoru nádvoří vystupující kaple sv. Kříže, barokní Kohlova kašna a novodobá dlažba a vstupy do budov.

## Historie

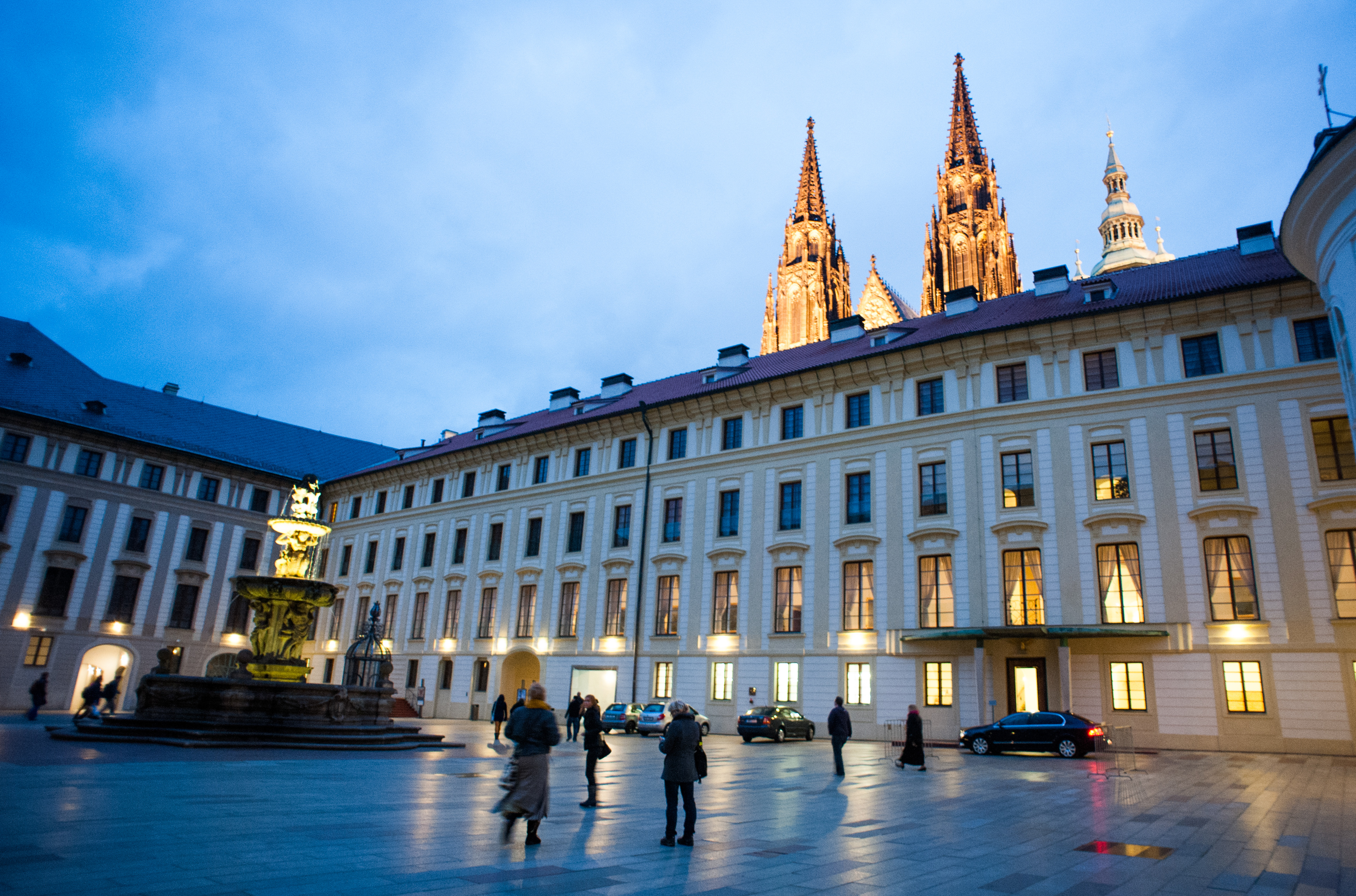
Pohled na hradní palác, nad ním věže katedrály sv. Víta

Prostor dnešního nádvoří byl ve středověku nejdříve součástí předhradí, později přetnutý hradními příkopy. V renesanci, hlavně v době Rudolfa II., vzniklo nádvoří se západní a severní zámeckou bránou, obklopené reprezentativními obytnými a galerijními prostorami. Svoji dnešní podobu získalo přestavbou v 18. století. Po vzniku republiky došlo jen k menším úpravám souvisejícím s adaptací okolních budov pro výstavní a státně representativní účely.

### Raný středověk
Původně probíhala středem dnešního nádvoří od západu k východu vyvýšenina, jejíž poslední zbytek se nachází pod Starým proboštstvím na III. nádvoří. Snad v 1. polovině 9. století byl prostor nádvoří oddělen od sídliště na východě příkopem 4m širokým a až 2 m hlubokým. Nedlouho poté, snad v polovině 9. století, přestal příkop sloužit a osídlení se rozšířilo až k rokli, která tehdy na západní straně vymezovala okraj hradního areálu, který svým rozsahem odpovídal dnešnímu. Pravděpodobně mezi lety 882–884 byl v severozápadním koutě dnešního nádvoří (v průjezdu na IV. nádvoří) zbudování první pražský kostel Panny Marie.
Za Spytihněva I. (895–915) bylo vybudováno valové opevnění a hradiště rozděleno na západní předhradí a východní akropoli valem a obnoveným příkopem na východní straně dnešního II. nádvoří. Předhradím vedla cesta kolem kostela Panny Marie ke vstupu do akropole v místě jihovýchodního koutu nádvoří. Kostelík byl sice ještě v 11. století nově přebudován, ale skutečné (nejen) sakrální centrum se již v 10. století přesunulo na akropoli, kde zbudována rotunda sv. Víta a bazilika a benediktýnský klášter sv. Jiří.

### Vrcholný středověk
Po výstavbě románského hradu, zahájené Soběslavem I. roku 1135, zůstalo západní předhradí mimo obvod kamenných hradeb. Jejich západní úsek probíhá na východní straně nádvoří na místě staršího valového opevnění (část jejich zachovalého zdiva je odhalená v průchodu na III. nádvoří). Na jihu chránila vstup do hradu Bílá věž (dnes zastavěná ve středním křídle na straně do III. nádvoří) a později přistavěná uprostřed úseku před linii hradeb Biskupská věž (zcela zanikla). Přemysl Otakar II. nechal v místech II. nádvoří vybudovat dva příkopy: před románskou hradbou 20 m široký a 10 m hluboký, západně druhý 9 m široký a 6 m hluboký. Celé předhradí se tak spolu s roklí u Hradčanského náměstí přeměnilo na mohutný fortifikační systém.

### Renesance

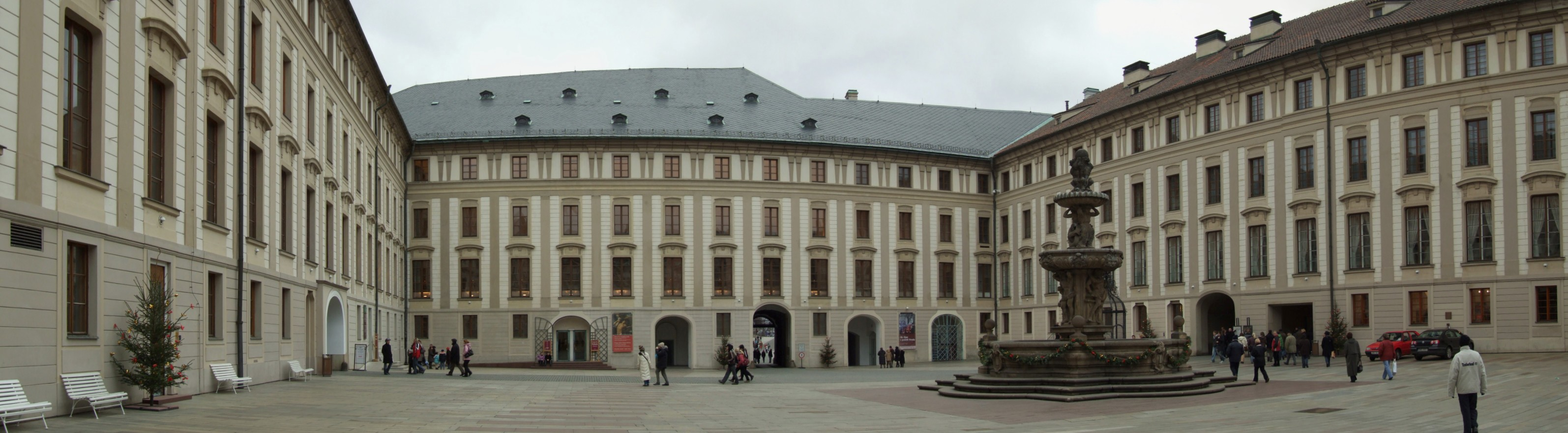
Pohled k severu. Portály: vlevo na IV. nádvoří, uprostřed vstup do Obrazárny, severní brána a Císařská konírna a vpravo na III. nádvoří.

Nový rozvoj zažíval prostor nádvoří teprve v době renesanční. Již za Ferdinanda I. vznikl severní hradní vstup, který přes Prašný most zajišťoval spojení s nově budovanou Královskou zahradou a letohrádkem. Zásadní proměna v nádvoří byla provedena za Rudolfa II. Za něho byl dokončen palác na jižní straně nádvoří, který navazoval na další palácové budovy, vznikající postupně již i za jeho předchůdců podél jižní hradby, západně od středověkého královského paláce. Na severní straně nádvoří nechal Rudolf II. vybudovat unikátní reprezentativní koňské stáje, v levé části dvoupatrové, o kapacitě snad 226 koní. Konírny byly po obou stranách nově postavené brány. V patře nad nimi vznikly dva výstavní sály, větší západní pinakotéka pro obrazy a menší glyptotéka pro sochy. Jižní obytné a severní čistě representativní křídlo bylo propojeno chodbou podél západní strany románské hradby, oddělující II. a III. nádvoří. Tato chodba také sloužila jako výstavní prostor pro rozsáhlé Rudolfovy sbírky a uprostřed procházela románskou Biskupskou věží, přestavěnou, doplněnou vyhlídkovou terasou a nově zvanou Matematická. Západní stranu nádvoří doplnila další reprezentativní brána, Matyášova. Vedle ní bylo schodiště do jižního paláce. Severně od brány byl dům nejvyššího komořího, ale nádvoří zde jinak nebylo (směrem na IV. nádvoří) palácově uzavřeno.

### Baroko a 19. století
Dnešní podobu získalo nádvoří Tereziánskou přestavbou provedenou architektem Nicolò Pacassim po polovině 18. století. Nově byla postavena celá západní strana a i ostatní budovy dostaly sjednocující fasádu. Ještě před zahájením přestavby vznikla na místě renesanční kuchyně s pekárnou v JV části nádvoří kaple sv. Kříže, neboť kaple stejného zasvěcení v JZ koutě III. nádvoří byla rušena. Kaple byla do dnešní podoby přestavěna po polovině 19. století.

### Republika
Po vzniku republiky byl Josipem Plečnikem na jižní straně upraven presidentský příjezd průjezdem z I. nádvoří a dalším dále k prezidentskému bytu a na III. nádvoří. V 60. letech 20. století byla v přízemí severozápadní části vybudována Obrazárna s využitím části Rudolfových koníren a nově vydlážděno náměstí podle projektu Jaroslava Fragnera, který ke kapli sv. Kříže také umístil Lví kašnu, vytvořenou ve spolupráci s Vincencem Makovským (kvůli poničení odstraněna).
V devadesátých letech 20. století byly nově upraveny a vybudovány vchody do budov nádvoří Bořkem Šípkem, z nichž nejvýraznější je vstup do kanceláře prezidenta republiky u kaple sv. Kříže. Také byl přesunut vchod do Obrazárny na severní stranu nádvoří a druhá část Rudolfových stájí (vpravo od brány) byla upravena na výstavní prostor Císařská konírna.

## Budovy a objekty
Celé nádvoří s výjimkou později přestavěné kaple sv. Kříže, má jednotnou fásadu z 18. století od Nicolò Pacassiho.
- Severní křídlo Hradu, v patře se Španělským sálem a Rudolfovou galerií, původně rudolfínské výstavní sály. Zleva:
  - Obrazárna Pražského hradu se stálou expozicí navazuje na původní Rudolfovy sbírky; sídlí v bývalých císařských konírnách a částečně v sousedním západním vstupním hradním křídle.
  - Severní brána do hradu, průjezd lemovaný dvěma průchody, jen na vnější straně zdoben portálem; uvnitř průjezdu se ukrývá rudolfínská brána z masivních pískovcových kvádrů a původní portál do západních koníren.
  - Císařská konírna – výstavní prostor v bývalých konírnách, v části vpravo od brány.

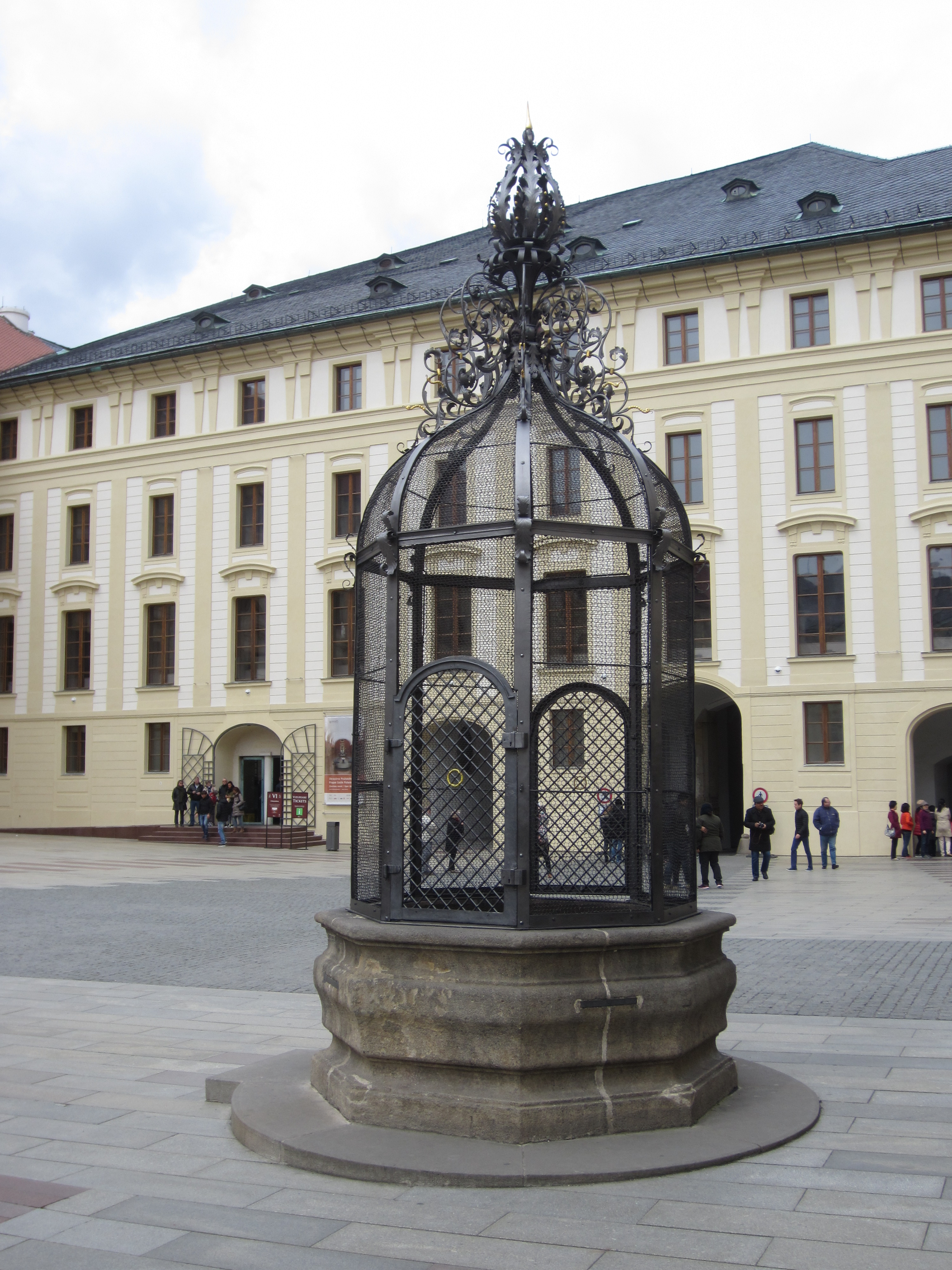
Studna na II. nádvoří

- Střední křídlo Hradu (mezi II. a III. nádvořím). Před románskou hradbou zde byla za Rudolfa II. vybudována dvoupatrová chodba, která spojujovala jižní a severní hradní křídla a sloužila k vystavování sbírek. Přestavěno v 18. a upraveno ve 20. století. Od severu:
  - Průchod a průjezd ke katedrále a na III. nádvoří, v průchodu odhalená část románské hradby.
  - Matematická (Biskupská) věž se ani částečně nezachovala, byla původně zhruba uprostřed středního křídla.
  - Kancelář prezidenta republiky – Bořkem Šípkem upravený vstup vedle kaple sv. Kříže.
  - Kaple Svatého Kříže vystupující do prostoru nádvoří. V dnešní podobě z poloviny 19. století.
  - Prezidentský průjezd k bytu a na III. nádvoří, v místě středověkého západního vstupu do hradu, stráženého Bílou věží.
- Jižní křídlo – obytně-reprezentativní palác zbudovaný původně Rudolfem II.
- Vstupní (západní) křídlo Hradu, zbudované v 18. století. Od severu:
  - Průjezd na IV. nádvoří; za sklem odhalené zbytky mladší stavební fáze nejstaršího pražského kostela Panny Marie.
  - Průjezd k Matyášově bráně a na I. nádvoří; z průjezdu vlevo schodiště do jižních reprezentativních prostor, vpravo Sloupová síň.
  - Malý průjezd na I. nádvoří, určený pro příjezd k prezidentskému bytu.
- Kohlova kašna (též Leopoldova nebo Lví) – mohutná, barokně sochařsky zdobená J. Kohlem.
- Studna asi z počátku 18. století, za obléhání Prusů v r. 1757 zastoupila hlavní studnu na III. nádvoří, která měla tehdy nefunkční čerpání.
- Dlažba podle návrhu Jaroslava Fragnera, naznačuje komunikační trasy nádvořím.
- Vlajka prezidenta České republiky vlaje nad střechou v jihozápadním koutě nádvoří, pokud je prezident v České republice.